# Praktikum (Lehrveranstaltung)
Ein Praktikum, auch Laborpraktikum oder Werkstattpraktikum genannt, bezeichnet im Kontext der Hochschulbildung eine Lehrveranstaltung für Studierende der Fachbereiche Mathematik, Informatik, Naturwissenschaften und Technik. Alternative Bezeichnungen sind unter anderem Laborkurs, Werkstattkurs, Experimentalkurs und laborpraktische Übung.
Das Praktikum dient der Aneignung oder Vertiefung theoretischer Kenntnisse in Verbindung mit dem Erwerb praktischer Fertigkeiten, oft auch psychomotorischer Fähigkeiten. Im Praktikum wenden die Studierenden selbst, unter der Anleitung von Lehrenden, Laboringenieuren, aber auch Tutoren, fachspezifische Lehrinhalte praktisch an. Sie handhaben Materialien und Stoffe, Instrumente und Geräte beziehungsweise Daten und Informationen. Dabei sollen Arbeitsabläufe und Verfahrensweisen sowie eine wissenschaftlich-kritische Auseinandersetzung mit der eigenen Arbeit erlernt und deren situative Anwendung eingeübt werden.

## Lernziele
Im Laborpraktikum beziehungsweise Werkstattpraktikum soll die aktive Durchführung von Übungen und Experimenten theoretisch erworbene Grundlagen vertiefen und sie in praxisbezogenes Handlungswissen überführen. Sie dienen damit nicht zuletzt der berufsvorbereitenden Vermittlung von Kenntnissen und Erfahrungen, die von Industrie und Wirtschaft erwartet werden.
Die spezifischen Lernziele sind vielgestaltig und vielzählig. Sie reichen von der Fertigkeit, Laborequipment korrekt zu handhaben, über das Vermögen, frei und kreativ zu denken, bis hin zur Fähigkeit, effektiv in einem Team zu arbeiten.

## Beispiele
Laborpraktika beziehungsweise Werkstattpraktika gibt es beispielsweise als naturwissenschaftliche Praktika in analytischer Chemie, experimenteller Physik und Molekularbiologie, als technische Praktika in Kraftfahrzeugtechnik und Messtechnik, als mathematische Praktika in Numerik und Stochastik, sowie als informationstechnische Praktika in Computergrafik und Roboterprogrammierung.

## Rahmenbedingungen

### Örtliche Rahmenbedingungen
Traditionell findet diese Lehrveranstaltung in Laboren oder Werkstätten statt, wo Studierende unter Einbeziehung der Labor- oder Werkstattausstattung arbeiten. Diese umfasst die physischen Objekte, welche die Arbeit ermöglichen bzw. die Arbeitssicherheit gewährleisten, wie Einrichtung (z. B. Labortische, Werkzeugbänke), Gebäudetechnik (z. B. lufttechnische Anlagen, Starkstromanlagen), Geräte (z. B. Werkzeuge, Maschinen, Hardware), Arbeitsschutzausstattung (z. B. Schutzbrillen und Arbeitsbekleidung) und Arbeitsmittel (z. B. Stoffe, Materialien).
Im heutigen Verständnis erfährt der Begriff jedoch eine Ausweitung: Entgegen ihres Namens bedürfen Werkstatt- und Laborpraktika nicht zwangsläufig des physischen Raumes der Werkstatt oder des Labors. Vielmehr geht es um ein spezifisches Tätigkeitskontinuum im engeren und weiteren Sinne von Werkstatt- und Laborarbeit, welches an unterschiedlichsten Orten ausgeübt werden kann. Die praktische Arbeit reicht von Tätigkeiten des Messens und Analysierens über die des Experimentierens, Manipulierens, Synthetisierens, Konstruierens und Reparierens bis hin zu Steuern und Programmieren. Mitunter arbeiten Studierende unter umfangreicher Anleitung von Lehrenden und Mitarbeitenden und mitunter auch völlig selbstständig.

### Zeitliche Rahmenbedingungen
Die Lehrveranstaltung Praktikum kann von wenigen Stunden als Einzeleinheit bis hin zur Serienveranstaltung über mehrere Wochen oder Monate andauern.
Ein Praktikum setzt sich zumeist aus drei zeitlich aufeinander folgenden Phasen zusammen: Vorbereitungsphase, Vertiefungsphase und Nachbereitungsphase. Die praktische Tätigkeit der Studierenden findet dabei vornehmlich in der Vertiefungsphase statt. Oft gibt es zwei Prüfungszeitpunkte, zum einen vor der Vertiefungsphase als Vorprüfung oder Antestat, zum anderen in der Nachbereitungsphase als Abschlussprüfung oder Abtestat.
Praktika können in jeder Stufe des Studiums stattfinden: vom Anfänger- beziehungsweise Grundlagenpraktikum zu Beginn des Grundstudiums bis hin zum hochspezialisierten Fachpraktikum, z. B. Forschungsgruppenpraktikum, am Ende des Studiums.

### Abgrenzung zu anderen Lehrveranstaltungen
Der Begriff Laborpraktikum beziehungsweise Werkstattpraktikum bezieht sich nicht auf die Lehrveranstaltung Experimentalvorlesung, in welcher Experimente für das Auditorium demonstriert werden. Auch nicht inbegriffen sind praktische Übungseinheiten, welche zeitlich begrenzt in andere Lehrveranstaltungen, wie Seminare und Tutorien, eingebunden werden.